# Căderea Gallipoliului
Căderea Gallipoliului a fost cucerirea otomană a peninsulei europene Gallipoli în martie 1354. După ce a suferit o jumătate de secol un șir de înfrângeri în fața turcilor, bizantinii și au pierdut aproape toate posesiunile din Anatolia. Accesul la Marea Egee și Marmara a însemnat că turcii ar putea pune în aplicare cucerirea Peloponezului, Greciei, Serbiei și Ungariei.

## Campania
În timpul războiului civil bizantin din 1352-1357, mercenarii turci aliați cu împăratul Ioan al VI-lea Cantacuzino au jefuit cele mai multe așezări din Tracia bizantină, ca 1352 să le fie acordată mic cetate Tzympe, din apropriere de Gallipoli. Pe 2 martie 1354, zona a fost lovită de un cutremur care a devastat sute de sate și orașe. Aproape fiecare clădire din Gallipoli a fost distrusă, determinându-i pe locuitorii greci să evacueze zona. În termen de o lună, Suleiman Pașa, fiul lui Orhan, a capturat Gallipoli, fortificând și populând rapid cu familii turce aduse din Anatolia.

## Urmări
Ioan al VI-lea a încercat să răscumpere Gallipoli de la sultanul Orhan, dar a fost refuzat. Sultanul a susținut că nu a luat cetatea cu forța și nu ar putea renunța la ceva dăruit de Allah. Mulți locuitori din Constantinopol s-au panicat la gândul unui posibil asediu otoman. Din acest motiv, poziția lui Cantacuzino a devenit instabil, fiind răsturnat în noiembrie 1354.
Gallipoli a devenit capul de pod care le-a deschis turcilor Europa. În mai puțin de zece ani, aproape toate așezările din Tracia bizantină au căzut în mâinile dinastiei Osman, inclusiv Adrianopol.